# بیرن توراو
بیرن توراو (انگلیسی: Björn Thurau؛ زادهٔ ۲۳ ژوئیهٔ ۱۹۸۸) دوچرخه‌سوار اهل آلمان است.
از باشگاه‌هایی که در آن بازی کرده‌است می‌توان به تیم دوچرخه‌سواری دیرکت انرژی، بورا–هانسگروهه، و وانتی–گروپ گوبر اشاره کرد.